# Xã Yucatan, Quận Houston, Minnesota
Xã Yucatan (tiếng Anh: Yucatan Township) là một xã thuộc quận Houston, tiểu bang Minnesota, Hoa Kỳ. Năm 2010, dân số của xã này là 323 người.